# 科瓦奇·绍罗尔陶
科瓦奇·绍罗尔陶（匈牙利語：Kovács Sarolta，1991年3月12日—），匈牙利女子现代五项运动员。她曾代表匈牙利参加2012年、2016年和2020年夏季奥林匹克运动会现代五项比赛，获得一枚铜牌。